# Rheinniederung Wyhl-Weisweil
Das Natur- und Landschaftsschutzgebiet Rheinniederung Wyhl-Weisweil liegt auf dem Gebiet der Gemeinden Rheinhausen im Breisgau, Sasbach am Kaiserstuhl, Weisweil und Wyhl
im Landkreis Emmendingen.
Das Gebiet erstreckt sich direkt am westlich fließenden Rhein zwischen dem Kernort Rheinhausen (Breisgau) im Nordosten und dem Kernort Sasbach im Süden. Es wird vom Durchgehenden Altrheinzug durchflossen. Die Landesstraße 104 verläuft östlich.

## Bedeutung
Für Rheinhausen (Breisgau), Sasbach, Weisweil und Wyhl am Kaiserstuhl ist seit dem 20. Februar 1998 ein 1.407,8 ha großes Gebiet unter der Kenn-Nummer 3.247 als Naturschutzgebiet ausgewiesen. Es handelt sich um eine ehemalige Überflutungsaue und noch vorhandene Überflutungsflächen, die durch den Rheinausbau weitgehend von den jährlichen Überschwemmungen abgetrennt sind. Es ist ein Biotopmosaik mit Wäldern, Hochstaudenfluren, Röhrichten, Altrheinarmen, Gießen, Uferzonen und Hochwasserdämmen – ein Lebensraum für eine außergewöhnlich große Anzahl seltener und gefährdeter, zum Teil vom Aussterben bedrohter Tier- und Pflanzenarten.